# Pilaf
Pilaf (còn được gọi pilau rang và plov), là một món ăn, gạo được nấu chín trong nước luộc thịt (nước xuýt). Trong một số trường hợp, cơm cũng có thể đạt được màu nâu của bằng cách khuấy với một ít hành tây đã nấu chín, cũng như một hỗn hợp các loại gia vị. Tùy thuộc vào các món ăn địa phương, nó cũng có thịt và rau.
Pilaff và các món ăn tương tự phổ biến Balkan, Trung Đông, Trung và Nam Á, Đông Phi, Mỹ Latinh, và ẩm thực Caribbe.
Thuật ngữ pilaf trong tiếng Anh mượn thẳng từ tiếng Thổ Nhĩ Kỳ, palov và/hoặc tiếng Uzbekistan, palov, mà từ này lại được mượn từ tiếng Ba Tư cổ polow (پلو), và từ này lại được vay mượn từ tiếng Phạn pulāka- (पुलाक), "cục cơm luộc". Thuật ngữ tiếng Anh lại bị ảnh hưởng bởi tiếng Hy Lạp hiện đại pilafi.